# Gruboudka
Gruboudka (Argopus) – rodzaj chrząszczy z rodziny stonkowatych i podrodziny pchełek ziemnych.

## Morfologia
Chrząszcze o ciele krótkim, w obrysie szeroko-owalnym do okrągławego, silnie wysklepionym do prawie półkulistego. Długość ich ciała wynosi od 2 do 7 mm, ale większość gatunków zamyka się w przedziale od 4 do 5,5 mm, a skrajne wartości dotyczą tylko pojedynczych z nich: 2 mm u A. rubricosus i 7 mm u A. splendens. U gatunków środkowo- i wschodnioeuropejskich w ubarwieniu dominują barwy ceglastoczerwona lub rdzawa. Wierzch ciała jest nieowłosiony. Czułki zbudowane są z 11 członów. Głaszczki szczękowe są przysadziste, o członie ostatnim spiczasto zwieńczonym. Z wyjątkiem jednego gatunku przednia krawędź nadustka jest wykrojona lub dwupłatowa. Na przedpleczu brak bruzd i wcisków. Na jednolicie wypukłych pokrywach punkty rozmieszczone w całości bezładnie lub też miejscami układają się prawie regularne rządki. Podgięcia pokryw ustawione są poziomo. Przedpiersie ma wyrostek międzybiodorwy pozbawiony podłużnej rynienki. Panewki przednich bioder otwierają się z tyłu. Odnóża mają trzeci człon stopy całobrzegi. Jak u wszystkich pchełek ziemnych mocno zgrubiałe uda tylnej pary odnóży mają w swoim wnętrzu aparat Maulika pozwalający tym owadom na oddawanie skoków. Uda te pozbawione są jednak zewnętrznych modyfikacji. Zewnętrzne powierzchnie goleni tylnych odnóży są płaskie lub zaopatrzone w kanalikowate wyżłobienie.

## Występowanie i ekologia
Owady te zamieszkują krainę palearktyczną i krainę orientalną z pojedynczym gatunkiem znanym z Afryki Południowej. Najwięcej gatunków znanych jest z Azji Wschodniej i Południowo-Wschodniej. W Europie występują 4 gatunki, z czego w Polsce tylko zagrożona gruboudka Ahrensa.
Europejscy przedstawiciele rodzaju są monofagami lub oligofagami roślin z rodziny jaskrowatych, natomiast dane o roślinach żywicielskich gatunków azjatyckich są szczątkowe.

## Taksonomia
Rodzaj ten wprowadzony został w 1824 roku przez J. Gotthelfa Fischera von Waldheima. Należy do niego około 40 opisanych gatunków, w tym:
- Argopus ahrensii (Germar, 1817) – gruboudka Ahrensa
- Argopus balyi Harold, 1878
- Argopus bicolor Fischer von Waldheim, 1824
- Argopus bidentatus Wang, 1992
- Argopus brevis Allard, 1859
- Argopus chiui Kimoto, 1970
- Argopus clarki Jacoby 1885
- Argopus clypeatus Baly, 1874
- Argopus formosanus Chûjô, 1936
- Argopus fortunei Baly, 1877
- Argopus foveolatus Wang et Ge, 2009
- Argopus frontoclypeatus Gressitt et Kimoto, 1961
- Argopus indicus Jacoby, 1889
- Argopus intermedius Weise, 1887
- Argopus koreanus Chûjô, 1940
- Argopus maculipes Boheman, 1859
- Argopus melanocephalus Gressitt et Kimoto, 1961
- Argopus miyakei Kimoto, 1991
- Argopus nigrifrons Chen, 1934
- Argopus nigripennis Jacoby, 1885
- Argopus nigripes Weise, 1889
- Argopus nigritarsis Gebler, 1923
- Argopus punctipennis Motschulsky, 1866
- Argopus rubricosus Boheman, 1859
- Argopus similibidentatus Wang et Ge, 2009
- Argopus similis Chen, 1939
- Argopus splendens Gressitt et Kimoto, 1961
- Argopus subfurcatus Chen, 1939
- Argopus substriatus Weise, 1887
- Argopus unicolor Motschulsky, 1860
- Argopus univestis Heikertinger, 1940